# Louise (film)
|  | Denne artikel er oprettet af botten Steenthbot ud fra en ekstern database. Den kan derfor have sproglige fejl eller mangler. Denne skabelon kan fjernes efter kontrol af indholdet. |

Louise er en dansk kortfilm fra 2005 instrueret af Carlos Oliveira og efter manuskript af Carlos Oliveira og Anton Carey Bidstrup.

## Handling
Mette er offer for en pigebandes overfald. To år efter opsøger hun Louise, som hun mener bærer skylden for Mettes forandrede liv. Louise skal undskylde overfor Mette. Men vil hun?

## Medvirkende
- Laura Christensen, Mette
- Stephanie León, Christine
- Sarah Boberg, Mor
- Didde Jelstrup, Louise